# Рич Хил (Мисури)
Рич Хил (енгл. Rich Hill) град је у америчкој савезној држави Мисури.

## Демографија
По попису из 2010. године број становника је 1.396, што је 65 (-4,4%) становника мање него 2000. године.
| Група             | 2000.         | 2010.         |
| Белци             | 1.417 (97,0%) | 1.326 (95,0%) |
| Афроамериканци    | 2 (0,1%)      | 3 (0,2%)      |
| Азијати           | 2 (0,1%)      | 1 (0,1%)      |
| Хиспаноамериканци | 12 (0,8%)     | 20 (1,4%)     |
| Укупно            | 1.461         | 1.396         |